# Lesodołgorukowo (przystanek kolejowy)
Lesodołgorukowo (ros. Лесодолгоруково) – przystanek kolejowy w miejscowości Lesodołgorukowo, w rejonie istrińskim, w obwodzie moskiewskim, w Rosji. Położony jest na linii Moskwa – Siebież.

## Historia
Stacja kolejowa powstała na początku XX w. na linii moskiewsko-windawskiej pomiędzy stacjami Rumiancewo i Czismiena.